# Beaulieu-lès-Loches
Beaulieu-lès-Loches és un municipi francès, situat al departament de l'Indre i Loira i a la regió de Centre – Vall del Loira. L'any 2007 tenia 1.686 habitants.

## Demografia

### Població
El 2007 la població de fet de Beaulieu-lès-Loches era de 1.686 persones. Hi havia 756 famílies, de les quals 264 eren unipersonals (104 homes vivint sols i 160 dones vivint soles), 252 parelles sense fills, 184 parelles amb fills i 56 famílies monoparentals amb fills.
La població ha evolucionat segons el següent gràfic:
Habitants censats

### Habitatges
El 2007 hi havia 895 habitatges, 779 eren l'habitatge principal de la família, 38 eren segones residències i 78 estaven desocupats. 762 eren cases i 131 eren apartaments. Dels 779 habitatges principals, 519 estaven ocupats pels seus propietaris, 248 estaven llogats i ocupats pels llogaters i 12 estaven cedits a títol gratuït; 15 tenien una cambra, 79 en tenien dues, 178 en tenien tres, 258 en tenien quatre i 249 en tenien cinc o més. 397 habitatges disposaven pel capbaix d'una plaça de pàrquing. A 368 habitatges hi havia un automòbil i a 286 n'hi havia dos o més.

### Piràmide de població
La piràmide de població per edats i sexe el 2009 era:
| Homes | Edats   | Dones |
| ----- | ------- | ----- |
| 0     | 95 o +  | 12    |
| 4     | 90 a 94 | 4     |
| 4     | 85 a 89 | 24    |
| 16    | 80 a 84 | 20    |
| 28    | 75 a 79 | 84    |
| 48    | 70 a 74 | 76    |
| 28    | 65 a 69 | 48    |
| 60    | 60 a 64 | 40    |
| 60    | 55 a 59 | 56    |
| 48    | 50 a 54 | 80    |
| 108   | 45 a 49 | 72    |
| 64    | 40 a 44 | 52    |
| 56    | 35 a 39 | 64    |
| 40    | 30 a 34 | 24    |
| 40    | 25 a 29 | 48    |
| 52    | 20 a 24 | 20    |
| 56    | 15 a 19 | 52    |
| 36    | 10 a 14 | 44    |
| 16    | 5 a 9   | 24    |
| 28    | 0 a 4   | 32    |

## Economia
El 2007 la població en edat de treballar era de 1.060 persones, 763 eren actives i 297 eren inactives. De les 763 persones actives 675 estaven ocupades (348 homes i 327 dones) i 88 estaven aturades (42 homes i 46 dones). De les 297 persones inactives 162 estaven jubilades, 59 estaven estudiant i 76 estaven classificades com a «altres inactius».

### Ingressos
El 2009 a Beaulieu-lès-Loches hi havia 855 unitats fiscals que integraven 1.836,5 persones, la mediana anual d'ingressos fiscals per persona era de 16.435 €.

### Activitats econòmiques
Dels 59 establiments que hi havia el 2007, 3 eren d'empreses alimentàries, 3 d'empreses de fabricació d'altres productes industrials, 9 d'empreses de construcció, 9 d'empreses de comerç i reparació d'automòbils, 4 d'empreses de transport, 5 d'empreses d'hostatgeria i restauració, 1 d'una empresa financera, 3 d'empreses immobiliàries, 8 d'empreses de serveis, 7 d'entitats de l'administració pública i 7 d'empreses classificades com a «altres activitats de serveis».
Dels 19 establiments de servei als particulars que hi havia el 2009, 1 era una oficina del servei públic d'ocupació, 1 oficina de correu, 1 taller de reparació d'automòbils i de material agrícola, 2 paletes, 3 guixaires pintors, 3 fusteries, 1 lampisteria, 3 perruqueries, 1 veterinari, 2 restaurants i 1 agència immobiliària.
Dels 4 establiments comercials que hi havia el 2009, 1 era una botiga de més de 120 m², 2 fleques i 1 una peixateria.
L'any 2000 a Beaulieu-lès-Loches hi havia 11 explotacions agrícoles que ocupaven un total de 174 hectàrees.

## Equipaments sanitaris i escolars
L'únic equipament sanitari que hi havia el 2009 era una farmàcia.
El 2009 hi havia 1 escola maternal i 1 escola elemental integrada dins d'un grup escolar amb les comunes properes formant una escola dispersa.

## Poblacions més properes
El següent diagrama mostra les poblacions més properes.